# Louis Freichel
Louis Freichel (* 21. Dezember 1921 in Frankfurt am Main; † 22. November 1997 ebenda) war ein deutscher Jazzmusiker (Piano, Trompete, Posaune, Vibraphon, Schlagzeug) und Songwriter.
Freichel studierte an der Hochschule für Musik Frankfurt und wirkte ab 1939 als Musiker. 1943 wurde er Mitglied der Hotclub Combo und trat ab 1945 mit dem Hotclub Sextett auf. Auch spielte er in Frankfurt mit Benny de Weille. Seit 1949 gehörte er zum Tanzorchester des Hessischen Rundfunks von Willy Berking bzw. Heinz Schönberger. 1955 trat er mit Chet Baker auf (Early Chet: Chet Baker in Germany 1955–1959). Er spielte auch mit dem Ensemble von Georg Glas und ist auf Schallplatten mit den Two Beat Stompers, Willy Berking und Heinz Schönbergers Main Stream Power Band zu hören. Er komponierte für Vico Torriani (den er mit seinem Ensemble auch begleitete), Anita Lindblom, Peter Orloff, Peggy Noire und Ulla Norden. 1994 wurde er mit der Johanna-Kirchner-Medaille der Stadt Frankfurt am Main ausgezeichnet.

## Diskographische Hinweise
- Volker Kühn & Roland Schneider Combo: Der Dingsda: Ein Wort-Jazz Treff (rec. 1971/72, ed. 2011)

## Lexikalische Einträge
- Jürgen Wölfer: Jazz in Deutschland. Das Lexikon. Alle Musiker und Plattenfirmen von 1920 bis heute. Hannibal, Höfen 2008, ISBN 978-3-85445-274-4.